# Кириленки (Комсомольська міська рада)
Кириленки — колишнє село Полтавської області, підпорядковувалося Дмитрівській сільській раді міста Комсомольська.
На карті 1860-70-х рр. на місці майбутнього села позначено безіменний хутір.
1982 року у селі мешкало 60 осіб. 
15 лютого 2001 року рішенням від Полтавської обласної ради зняте з обліку.